# SunTrust Indy Challenge 2009
SunTrust Indy Challenge 2009 var ett race som var den åttonde deltävlingen i IndyCar Series 2009. Racet kördes den 27 juni på Richmond International Raceway. Scott Dixon tog sig förbi stallkamraten Dario Franchitti vid det sista depåstoppet, och efter det körde de i tandem, där de var jämnt snabba, men där Franchitti var chanslös att göra en manöver på kollegan i Chip Ganassi Racing.

## Slutresultat
| Plats | Förare            | Team                     | Grid | Snitt  |
| ----- | ----------------- | ------------------------ | ---- | ------ |
| 1     | Scott Dixon       | Chip Ganassi Racing      | 2    | 16,202 |
| 2     | Dario Franchitti  | Chip Ganassi Racing      | 1    | 16,137 |
| 3     | Graham Rahal      | Newman/Haas Racing       | 5    | 16,342 |
| 4     | Hideki Mutoh      | Andretti Green Racing    | 8    | 16,405 |
| 5     | Danica Patrick    | Andretti Green Racing    | 10   | 16,443 |
| 6     | Tony Kanaan       | Andretti Green Racing    | 17   | 16,601 |
| 7     | Marco Andretti    | Andretti Green Racing    | 16   | 16,586 |
| 8     | Raphael Matos     | Luczo Dragon Racing      | 6    | 16,370 |
| 9     | Robert Doornbos   | Newman/Haas Racing       | 12   | 16,452 |
| 10    | Dan Wheldon       | Panther Racing           | 13   | 16,479 |
| 11    | Tomas Scheckter   | Dreyer & Reinbold Racing | 9    | 16,419 |
| 12    | Ernesto Viso      | HVM Racing               | 7    | 16,400 |
| 13    | Ed Carpenter      | Vision Racing            | 14   | 16,481 |
| 14    | Justin Wilson     | Dale Coyne Racing        | 15   | 16,513 |
| 15    | Ryan Hunter-Reay  | A.J. Foyt Enterprises    | 18   | 16,614 |
| 16    | Mário Moraes      | KV Racing Technology     | 19   | 16,781 |
| 17    | Hélio Castroneves | Team Penske              | 3    | 16,271 |
| 18    | Mike Conway       | Dreyer & Reinbold Racing | 11   | 16,450 |
| 19    | Ryan Briscoe      | Team Penske              | 4    | 16,289 |
| 20    | Jaques Lazier     | 3G Racing                | 20   | 17,626 |